# Universitatea din Klagenfurt
Universitatea Klagenfurt a fost fondată în 1970. Are în prezent aproximativ 10.000 de studenți. Este situată la marginea orașului Klagenfurt, lângă Europa Park și MiniMundus, în apropiere de Wörthersee.